# Alba AR2
L'Alba AR2 è una vettura da competizione realizzata dall'Alba Engineering nel 1983.

## Sviluppo
L'AR2 fu la prima autovettura da competizione costruito dal team italiano gestito da Giorgio Stirano, ex ingegnere dell'Osella che si occupava dello sviluppo dei telai. Su finanziamento di Martino Finotto si avvio la costruzione di due esemplari da iscrivere al campionato mondiale endurance nel Gruppo C Junior.

## Tecnica
La vettura era dotata di una carrozzeria in fibra di vetro che avvolgeva un telaio in fibra di carbonio di tipo monoscocca. Siu trattava della prima vettura gruppo C con telaio interamente in carbonio. Il propulsore venne sviluppato dalla CARMA e si poneva come un 4 cilindri 1.8 che erogava la potenza di 410 cv. Tale motore divenne successivamente Giannini CARMA FF, in quanto fu necessario il ricorso ad una partnership con l'azienda italiana per motivi di omologazione dell'unità propulsiva.

## Attività sportiva
Nel 1983, iscritta sotto il team Jolly Club, la AR2 prese il via per la prima volta nella 1000 km di Silverstone, dove Finotto ottenne la vittoria di classe assieme a Carlo Facetti. Lo stesso risultato venne ottenuto alla 1000 km del Nürburgring ma non a Le Mans, in quanto la vettura venne messa fuori gioco da diversi guasti tecnici. Dopo un ennesimo fallimento a Spa-Francorchamps, il team italiano riuscì a tornare alla vittoria nella 1000 km di Brands Hatch e alla 1000 km del Fuji, ritirandosi però alla successiva 1000 km di Imola. Ottenendo la vittoria alla 1000 km del Mugello e all'ultima corsa svoltasi presso Kyalami, l'AR-2 conquistò la vittoria nel campionato costruttori riservato alle vetture di Classe C Junior.